# Röschenflechte
Die Röschenflechte (lat. Pityriasis rosea Gibert; oder auch Schuppenröschen oder Schüsselflechte genannt) ist eine nicht ansteckende Hauterkrankung, welche in den meisten Fällen 6 bis 8 Wochen dauert, in einigen Fällen sogar bis zu einem halben Jahr. Sie tritt meistens bei Kindern und jüngeren Erwachsenen zwischen dem 10. und 35. Lebensjahr auf, vor allem im Frühjahr und Herbst. Zu Beginn entsteht ein rotes Primärmedaillon (sog. Plaque mère, Primärfleck oder Herald Patch), von welchem aus sich kleinere Herde ausbreiten. Nach der Erkrankung heilen diese vollständig ab.

## Ursachen
Die Ursachen für diese Krankheit sind bisher unbekannt. Da sie unbedenklich ist und eher ein kosmetisches Problem für den Patienten darstellt, wurde bisher auch wenig hierzu geforscht. Es wurde vermutet, dass es sich um einen Virusinfekt handelt, der von einem humanen Herpesvirus, möglicherweise HHV-6 (B) oder HHV-7, hervorgerufen wird. Belege gibt es für diese Hypothese keine. Die Krankheit tritt häufig in Kombination mit Allergien und Stress auf.
Es wird nicht ausgeschlossen, dass der Ausbruch der Krankheit zumindest teilweise genetisch bedingt ist, da sie häufig bei Menschen auftritt, die allergisch veranlagt sind.

## Symptome
Zuerst bildet sich das rötliche, etwa einen Zentimeter große, sogenannte Primärmedaillon (auch Primärfleck, Plaque mère oder Herald Patch), am Körperstamm; es wurde aber auch schon an der Innenseite des Unterarmes, auf dem Rücken, am Unterschenkel, auf dem Bauch, an den Oberschenkeln oder am Haaransatz beobachtet. Das Primärmedaillon wächst auf einen Durchmesser bis zu mehreren Zentimetern an. Außerdem entwickelt es eine rötliche, randständige Schuppenkrause (sogenannte Collerette-artige Schuppung). Die Schuppung ist nach innen gerichtet, wodurch sie leicht übersehen werden kann. Nach etwa ein bis zwei Wochen breiten sich weitere Herde über den Körper aus, bei Frauen deutlich intensiver als bei Männern, selten auch im Gesicht. Der von den Flecken ausgehende Juckreiz ist je nach Krankheitsstadium wenig bis stark, steigert sich jedoch sehr unter Hitzeeinfluss und bei Hautreizungen. Der allgemeingesundheitliche Zustand des Patienten wird meist nicht beeinträchtigt.
Die Pityriasis rosea irritata stellt die gereizte Form dar, die z. B. durch zu häufiges Waschen entsteht: Hier findet sich eine stärker gerötete und juckende Erscheinungsform der obengenannten Hautveränderungen.

## Behandlung
Eine Behandlung ist in der Regel nicht nötig, die Krankheit verschwindet von selbst. Es wird empfohlen, Hautreizungen zu vermeiden. Enganliegende Kleidung sollte nicht getragen werden, nicht zu lang oder übermäßig heiß geduscht oder schweißtreibender Sport ausgeübt werden. Die Haut sollte nicht zu sehr austrocknen. Des Weiteren sei eine Behandlung mit Ölbädern möglich, ebenso könne mäßige Sonnenbestrahlung zu Linderung oder Verschwinden führen. Sonnenbrand sei auf jeden Fall zu vermeiden. Bei starkem Juckreiz kann ein Antihistaminikum genommen werden. Leicht kortisonhaltige Salben können den Heilprozess beschleunigen.

## Differentialdiagnose
Bei typischer Ausprägung ist die Diagnose allein vom klinischen Bild eindeutig zu stellen. Allerdings weist die Erkrankung eine große Formenvielfalt auf, so dass bei untypischer Ausprägung eine Reihe anderer Hauterkrankungen differenzialdiagnostisch in Betracht kommen u. a. auch Ekzemerkrankungen. Charakteristisch für die Krankheit ist, dass die Herde in den Hautspannungslinien verlaufen, was sie von der Schuppenflechte abgrenzt. Sie ähnelt in ihrem Erscheinungsbild außerdem verschiedenen Pilzerkrankungen, einem Arzneimittelausschlag und der Pityriasis versicolor. Außerdem ist die Röschenflechte einer Syphilis im zweiten Stadium sehr ähnlich.